# Mordhau

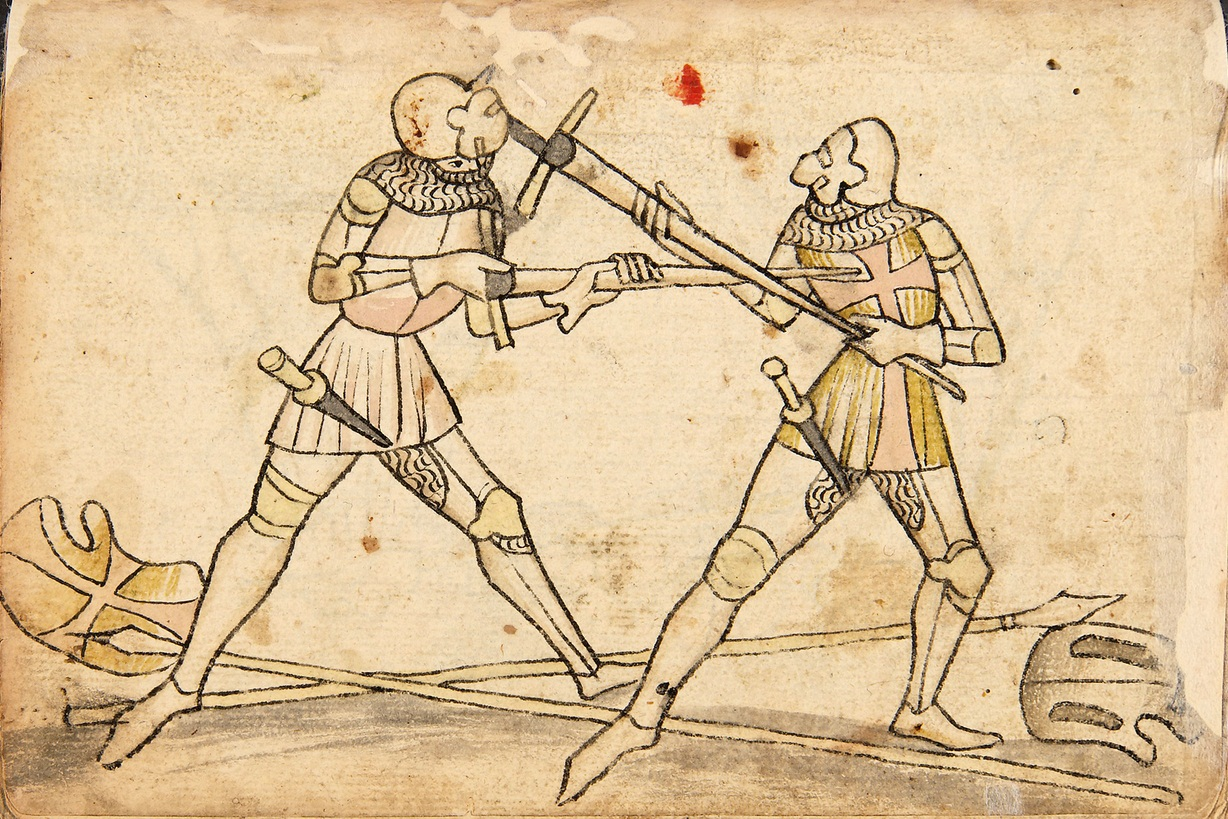
Darstellung im Codex Wallerstein (Bild 214), die einen Halbschwertstoß (links) gegen einen Mordhau (rechts) zeigt

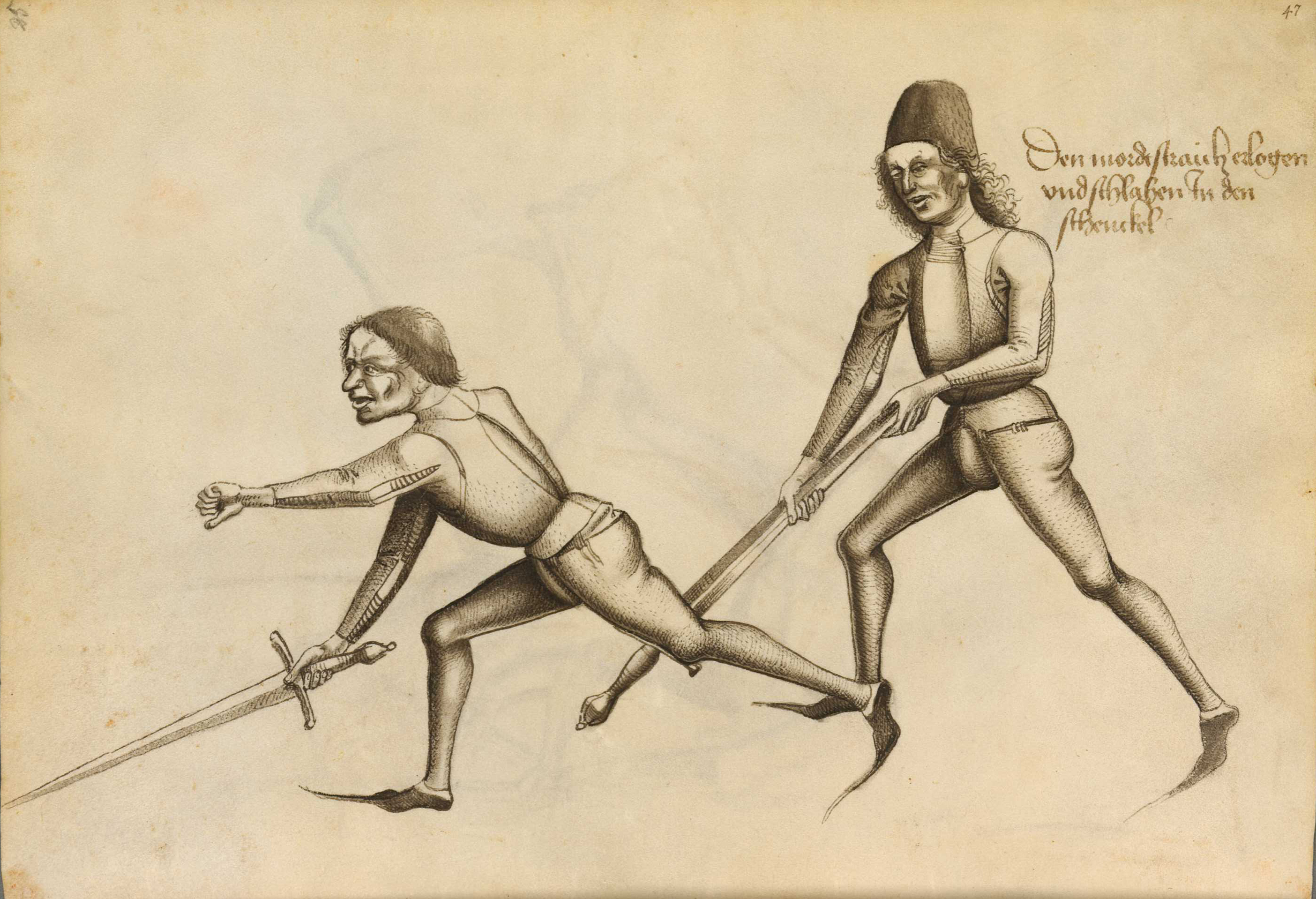
Darstellung eines Mordhaus aus Hans Talhoffers Codex Icon. 394a von 1467

Der Mordhau, Mordstreich oder auch Mordschlag genannt, ist in der Deutschen Fechtschule beim geharnischten Kämpfen im Kurzen Schwert (Kampffechten) ein Begriff für eine Technik, bei der das Langschwert verkehrt herum und zweihändig an der Klinge geführt wird, um mit dem Knauf oder der Parierstange den Gegner wie mit einem Streitkolben zu schlagen. Dabei wird das Schwert meistens (von Rechtshändern) mit der linken Hand zur Schwertspitze und der rechten Hand zur Parierstange hin geführt. Die gegenteilige Handposition kam eher selten vor.
Der Mordhau wurde hauptsächlich von gepanzerten Kämpfern angewandt, seltener auch von un- oder leicht gepanzerten Schwertkämpfern. Gegen eine Plattenrüstung des 14. bis 16. Jahrhunderts waren Schnitte oder Hiebe mit der Schwertklinge nahezu wirkungslos. Das Durchschneiden der Stahlplatten war aussichtslos, und eine Schwertklinge an sich zu leicht, um allein durch ihre Einschlagswucht eine ausreichende Wirkung zu erzielen, wie es beispielsweise bei Waffen wie der sehr viel größeren Mordaxt als spezialisierter Harnischkampfwaffe der Fall ist.
Aus diesem Grund bestand der Schwertkampf im Harnisch primär aus Hebeln und Würfen sowie Stichen in die Lücken des Harnischs. Ein sehr wuchtiger Schlag, auf empfindliche Körperstellen wie Kopf oder Gelenke gezielt, konnte jedoch durchaus Wirkung zeigen und zur Vorbereitung weiterer, finaler Techniken dienen. Ergänzend zu den Hebel- und Wurftechniken diente nun der Mordhau dazu, eine ähnliche Wirkung wie zum Beispiel mit einem Kriegshammer oder Streitkolben zu erzielen, d. h., es wurde mit dem schwereren Ende des Schwertes oder im Speziellen mit der Parierstange zugeschlagen, um so dem Hieb deutlich mehr Wucht und damit eine größere Wirkung zu verleihen.
Zahlreiche Darstellungen und Anwendungsmöglichkeiten des Mordhaus enthält Hans Talhoffers Fechtbuch Codex Icon. 394a aus dem Jahre 1467.